# カタール (単位)
カタール（英: katal [ˈkætəl]、独: Katal [kaˈtaːl]、記号: kat）は、国際単位系(SI)における酵素活性（触媒活性）の単位である。酵素やその他の触媒の活性を表すのに用いられる。
1カタールは、モル毎秒(mol/s)と定義される。1秒につき1モルの基質の化学反応を促進する触媒は、1カタールの酵素活性を有している。
日本では、計量法における計量単位には位置づけられていないが、取引・証明における使用は自由である（#計量法との関係）。

## 歴史
カタールは、1999年にSIに導入された固有名称を持つSI組立単位である。
酵素活性の単位は、 医薬・臨床化学分野では1964年以来、1 μmol/分に等しい値であるユニット(記号U, enzyme unit)というSIとは一貫性を持たない単位が用いられてきた。
しかし、
- この分野においても国際単位系(SI)の使用が要請されるようになってきたこと
- モル毎秒に対する特別の名称がないために、臨床分析の結果を表す単位の統一が図られていないこと
- モル毎秒という単位では誤解によって人の健康保護に対し重大な危険を生じる恐れがあること

などの理由により、1999年の第21回国際度量衡総会で、モル毎秒に固有の名称「カタール」を特別に導入することが決議された。
カタールも、ユニットとともに医薬・臨床化学分野で使われていた単位で、SIとの一貫性を持つことから、国際臨床化学連合（英語: International Federation of Clinical Chemistry and Laboratory Medicine）がモル毎秒のSI単位として勧告するよう求めていたものである。

## 計量法との関係
カタールは計量法には規定されていない。カタールがSI組立単位となった後の2001年の計量法改正においても、カタールは法定計量単位に追加されなかった。その理由は、触媒活性については、国内及び海外においても非SI単位である「ユニット」が2001年時点でも2005年時点でも広く使用されている状況であることから、学識経験者、消費者、産業界など関係者で、「カタール」を法定計量単位として位置づけるとのコンセンサスがなかったからである。
上記の事情のため、国際単位系が定める、固有の名称を持つSI組立単位のうち、計量法上の法定計量単位となっていない単位は、カタールのみとなっている。
なお、酵素活性（触媒活性）は、72量の物象の状態の量には含まれていないため、単位カタールを取引・証明に用いることには計量法上のなんらの規制がなく、自由である。